# Rosa Aneiros
Rosa Aneiros Díaz (Meirás; La Coruña, 1976) es una escritora española.

## Trayectoria
Licenciada en Ciencias de la Comunicación por la Universidad de Santiago de Compostela, desarrolló actividad docente en la Escuela de Humanidades de dicha universidad en Lugo y colaboró en el programa de la Radio Galega Un día por delante, así como en Diario de Pontevedra, El Progreso, Galicia Hoxe, Diario de Ferrol (a través de la agencia AGN), El País, Grial, Fadamorgana o Casa da Gramática.
Es la guionista del cortometraje O señor do telexornal realizado por Álex Sampaio, aunque su actividad literaria está centrada en el relato y, sobre todo, en la novela. Con Resistencia recibió el premio Arzobispo Xoán de San Clemente a la mejor novela en lengua gallega de 2002. En 2009 ganó el Premio Xerais a la mejor novela con Sol de inverno así como el premio Fundación Caixa Galicia al mejor título de literatura juvenil, con Alas de mariposa, que asimismo fue incluido en la prestigiosa lista The White Ravens 2010. Obtuvo también el Premio Hermandad del Libro de la Federación de Librerías de Galicia a la mejor obra infantil y juvenil del 2013, por la trilogía Ámote Leo A.
En 2019 ganó el Premio Merlín de Literatura Infantil con Xelís, o guieiro das botellas de mar del que el jurado destacó "la excepcional construcción de un universo propio, habitado por una rica galería de personajes que se sitúan entre lo fantástico y lo real, para tratar la problemática actual de la crisis ecológica y de la contaminación del plástico".
En el año 2019 trabajó en el Consello da Cultura Galega.

## Obras

### Narrativa
- Eu de maior quero ser, 2010, Sotelo Blanco.
- Son Galega, 2001, Laiovento.
- Corazóns amolecidos en salitre, 2002, Laiovento.
- Resistencia, 2002, Xerais.
- Veu visitarme o mar, 2004, Xerais.
- Sol de inverno, 2009, Xerais.
- Ás de bolboreta, 2009, Xerais.
- Sibila, 2021, Xerais.
- A noite das cebolas, 2024, Xerais.

### Artículos periodísticos
- Ao pé do abismo, 2007, Xerais.

### Literatura infantil-juvenil
- O xardín da media lua, 2004, Galaxia.
- Os ourizos cachos e o gran río gris, 2008, Galaxia.
- Ámote Leo A. Destino Xalundes, 2013, Xerais.
- Ámote Leo A. Estación de tránsito, 2014, Xerais.
- Ámote Leo A. Terminal de...chegadas?, 2014, Xerais.

### Obras colectivas
- Mini-relatos, 1999, Librería Cartabón.
- Narradoras, 2000, Generales.
- Relatos ganadores del Pedrón de Oro 1998-1999-2000, 2001, Ediciones del Castro.
- Alma de beiramar, 2003, Nuestra Terra.
- Narradio: 56 historias en el aire, 2003, Generales.
- Seis ferrolanos, 2003, Ediciones Embora.
- Siempre mar, 2003, Ayuntamiento de Fene.
- Poetas e Narradores en sus voces. II, 2006, Consello da Cultura Galega.
- O son das buguinas, 2007, Xerais.
- Educación e Paz III. Literatura galega pola Paz, 2008, Xerais.
- Letras nuevas, 2008, Asociación de Escritores en Lengua Gallega.
- Marcos Valcárcel. El valor de la generosidad, 2009, Difusora.
- Cociñando ao pé da letra, 2011, Galaxia. Colaboración con varios autores sobre poesía y cocina.
- Manuel Lueiro Rey (1916-1990), 2013, Xerais.

### Premios
- Premio Lueiro Rey en 1996.
- Premio Modesto R. Figueiredo en 1998 por A ardora que esgazou as bandeiras.
- Ganadora del X Certame Manuel Murguía de narracións breves en el 2001, por Mares de Xabre, ex aequo con Xosé Luis Martínez Pereiro.
- Premio Carvalho Calero en el 2001, por Corazóns amolecidos en salitre.
- Premio Arzobispo Xoán de San Clemente a la mejor novela en lengua gallega en 2003 por Resistencia.
- Premio Antón Losada Diéguez de creación literaria en 2005 por Veume a visitar o mar.
- Premio Caixanova Francisco Fernández del Riego en 2007 por el artículo periodístico A última vaca.
- Premio Xerais a la mejor novela en 2009 por Sol de inverno.[4]
- Premio Fervenzas Literarias a la mejor portada para adultos en 2009 por Sol de inverno.
- Premio Fundación Caixa Galicia al mejor título de literatura juvenil en 2009 por Ás de bolboreta.
- Premio Fervenzas Literarias al mejor libro juvenil en 2009 por Ás de bolboreta.
- Premio The White Ravens (Internationale Jugend Bibliothek) en 2010 por Ás de bolboreta.

- Premio Agustín Fernández Paz de narrativa infantil y juvenil por la igualdad en 2018.[5]
- Premio Merlín de literatura infantil con Xelís, o guieiro das botellas de mar en 2019.[6]
- Premio Raíña Lupa en la modalidad Juvenil, por Unha historia de amor como outra calquera en 2024.[7]
- Premio Follas Novas del Libro Gallego en la modalidad de narrativa por A noite das cebolas.[8]